# Liste der Kulturdenkmale in Lütjenwestedt
In der Liste der Kulturdenkmale in Lütjenwestedt sind alle Kulturdenkmale der schleswig-holsteinischen Gemeinde Lütjenwestedt (Kreis Rendsburg-Eckernförde) aufgelistet (Stand: 14. April 2025).

## Legende
In den Spalten befinden sich folgende Informationen:
- Objekt-ID: die Nummer des Kulturdenkmales
- Lage: die Adresse des Kulturdenkmales und die geographischen Koordinaten. Kartenansicht, um Koordinaten zu setzen. In der Kartenansicht sind Kulturdenkmale ohne Koordinaten mit einem roten Marker dargestellt und können in der Karte gesetzt werden. Kulturdenkmale ohne Bild sind mit einem blauen Marker gekennzeichnet, Kulturdenkmale mit Bild mit einem grünen Marker.
- Offizielle Bezeichnung: Bezeichnung des Kulturdenkmales
- Beschreibung: die Beschreibung des Kulturdenkmales
- Bild: ein Bild des Kulturdenkmales

## Bauliche Anlagen
| Objekt-ID      | Lage                                       | Offizielle Bezeichnung | Beschreibung | Bild |
| -------------- | ------------------------------------------ | ---------------------- | --- | ---- |
| 36499 Wikidata | Schulstraße 5 (54° 8′ 19″ N, 9° 29′ 28″ O) | ehemalige Alte Schule  | Schulbau, ursprünglich Wohn- und Wirtschaftsgebäude; wohl Mitte 18. Jh.; langgestreckter Backsteinbau mit reetgedecktem Walmdach, im Norden quer zum First gerichteter Kopfbau mit Klassenzimmer, im Süden ein weiterer hakenförmiger Anbau - Begründung: geschichtlich, wissenschaftlich, städtebaulich - Schutzumfang: gesamtes Objekt - Denkmaltyp: Bauliche Anlage | BW   |
| 37128 Wikidata | Schulstraße 8 (54° 8′ 19″ N, 9° 29′ 25″ O) | Wohnhaus               | Wohnhaus, eingeschossiger Satteldachbau mit Mittelrisalit und Vorbereich mit Säulenarkaden, Ziegelmauerwerk mit Zahnfries, Dach mit Schieferdeckung, Risalit mit Freigespärre, Ende 19. Jh. - Begründung: geschichtlich, städtebaulich - Schutzumfang: gesamtes Objekt - Denkmaltyp: Bauliche Anlage                                                                   | BW   |

## Gründenkmale
| Objekt-ID | Lage                                  | Offizielle Bezeichnung | Beschreibung | Bild            |
| --------- | ------------------------------------- | ---------------------- | --- | --------------- |
| 42077     | Kirchweg (54° 8′ 25″ N, 9° 29′ 29″ O) | Doppeleiche            | Doppeleiche; 1908; zum 60-jährigen Jubiläum der Schleswig-Holsteinischen Erhebung gepflanzt; mit Gedenkstein - Begründung: geschichtlich, wissenschaftlich, städtebaulich - Schutzumfang: Doppeleiche, Gedenkstein - Denkmaltyp: Gründenkmal | Fotos hochladen |

## Quelle
- Liste der Kulturdenkmale in Schleswig-Holstein – Kreis Rendsburg-Eckernförde

- Karte mit allen Koordinaten:
- OSM |
- WikiMap